# دان باتريك (لاعب هوكي جليد)
دان باتريك هو لاعب هوكي جليد كندي، ولد في 5 سبتمبر 1938 في أورورا في كندا.

## وصلات خارجية
- دان باتريك على موقع HockeyDB.com (الإنجليزية)